# Euploea alecto
Euploea alecto är en fjärilsart som beskrevs av Butler 1866. Euploea alecto ingår i släktet Euploea och familjen praktfjärilar. Inga underarter finns listade i Catalogue of Life.